# 환우통지
《환우통지》(寰宇通志)는 중국 명 왕조의 관찬 지리지이다. 
명 영락 16년(1418), 호부상서 하원길과 내각대학사 양영, 김유매 등이 황명으로 《천하군현지》를 찬수하고, 찬수한 '군현지범례' 21개 조를 반포하였다. 책은 완성되지 못했지만 경태 5년(1454년) 7월에 『환우통지』를 편수하고, 다시 진사 왕중 등 29인을 보내 중국 전국 각지에서 책을 모으게 하였으며, 진순(陳興), 고고(高古), 왕문(王文)이 편수를 총괄하도록 명하여 경태 7년(1456) 5월에 완성하였다. 
본서는 당시 행해지던 행정구획인 양경兩京과 13포정사(布政司)를 강(綱), 부주(府州)를 목(目)으로 해서 그 아래로 건치(建置), 연혁(沿革), 군명(郡名), 산천(山川), 형승(形勝), 풍속(風俗), 토산(土產) 등의 38개 문(門)을 두어 모두 119권으로 이루어져 있다. 
천순 2년(1458년) 8월에 환우통지를 중수할 것을 명했는데, 환우통지에 실린 내용을 기초로 대명일통지를 편찬하였다. 대명일통지가 완성된 뒤 환우통지는 훼판되어 더는 간행되지 않게 되었다.

## 같이 보기
- 대명일통지